# Craig Pittman
Craig Pittman (7 marzo 1959) è un ex wrestler e militare statunitense.
Dopo il periodo trascorso nel Corpo dei Marine dove raggiunse il grado di sergente, lottò con il ring name Sgt. Craig "Pitbull" Pittman nella World Championship Wrestling (WCW). Dopo aver lasciato la WCW nel 1997, continuò l'attività di lottatore nel circuito indipendente statunitense fino al 2004.

## Biografia

### Carriera nel wrestling professionistico

#### World Championship Wrestling (1993-1997)

##### Striscia di imbattibilità e faida con Cobra (1993-1995)
Congedatosi dalla vita militare, nel 1993 Pittman si allenò al wrestling professionistico presso il WCW Power Plant sotto la guida di Terry Taylor e The Assassin. Debuttò come Sgt. Craig Pittman, con la gimmick del sergente rude e "cattivo", il 5 febbraio 1994. Vinse il suo primo incontro per schienamento sconfiggendo Brian Anderson. Il 5 novembre a WCW Pro sconfisse Ken Kendall. Il 26 febbraio sconfisse Todd Morton a Worldwide. Il suo esordio in pay-per-view fu a The Great American Bash, contro "Hacksaw" Jim Duggan, dove perse per squalifica in quanto si rifiutò di interrompere la sua presa di sottomissione Code Red nonostante Duggan avesse raggiunto le corde del ring. Ciò segnò la prima sconfitta di Pittman, ma egli rimase comunque formalmente imbattuto poiché non fu schienato o sottomesso.
Il suo primo feud fu con Cobra nell'estate del 1995. Secondo la storyline, egli era stato il comandante di Cobra durante la Guerra del golfo. Durante una missione, abbandonò Cobra, e questo portò Cobra a cercare vendetta in WCW. Questa faida portò a un match tra i due all'evento Fall Brawl, dove a prevalere fu Pittman. Tuttavia, egli perse il rematch rematch con Cobra nella puntata del 23 settembre di Saturday Night, perdendo l'imbattibilità. Nel novembre 1995, apparve anche nel pay-per-view World War 3. Nella 60-man battle royal, fu eliminato da Hugh Morrus. Dopo l'evento, Pittman decise di trovarsi un manager che guidasse la sua carriera. Dopo essersi proposto a Jimmy Hart, Bobby Heenan e Steve McMichael, trovò l'accordo con Teddy Long, e contemporaneamente passò dalla parte dei "buoni".

#### Circuito indipendente (1997-2004)
Pittman lasciò la WCW a metà 1997 per trasferirsi nella area Mid-Atlantic della National Wrestling Alliance. Pittman lottò nella Florida Underground Wrestling per qualche mese sconfiggendo "The Cuban Assassin" Fidel Sierra.
Il 10 luglio 1998  Sgt. Craig Pittman ebbe l'opportunità di sfidare Dan Severn per l'NWA World Heavyweight Championship, ma fu sconfitto. Poco tempo dopo si ritirò dal wrestling.
Nel giugno 2011, Pittman uscì dal ritiro per lottare due incontri in stile MMA con Brent Dali, vincendoli entrambi per la Florida Underground Wrestling.

## Personaggio
Mosse finali
- Code Red[1] (Cross armbreaker)[7][8]

Manager
- Teddy Long[1]

Soprannomi
- "The Pittbull"[1]

## Titoli e riconoscimenti
- Wrestling studentesco
  - USA Senior Greco-Roman Champion (2; 1989 e 1991)[1]